# 짜개
짜개는 콩이나 팥 등 두류를 둘로 쪼갠 것이다.

## 이름
남아시아에서는 짜개를 달이라 부른다. 예를 들어, 마라티어로 비둘기콩 짜개는 "투르 달(तूर डाळ)"이다.
영어권에서는 콩 이름 앞에 "스플릿(split)"이라는 말을 붙이는데, 예를 들어 완두 짜개를 "스플릿 피(split pea)"라 부른다.

## 종류

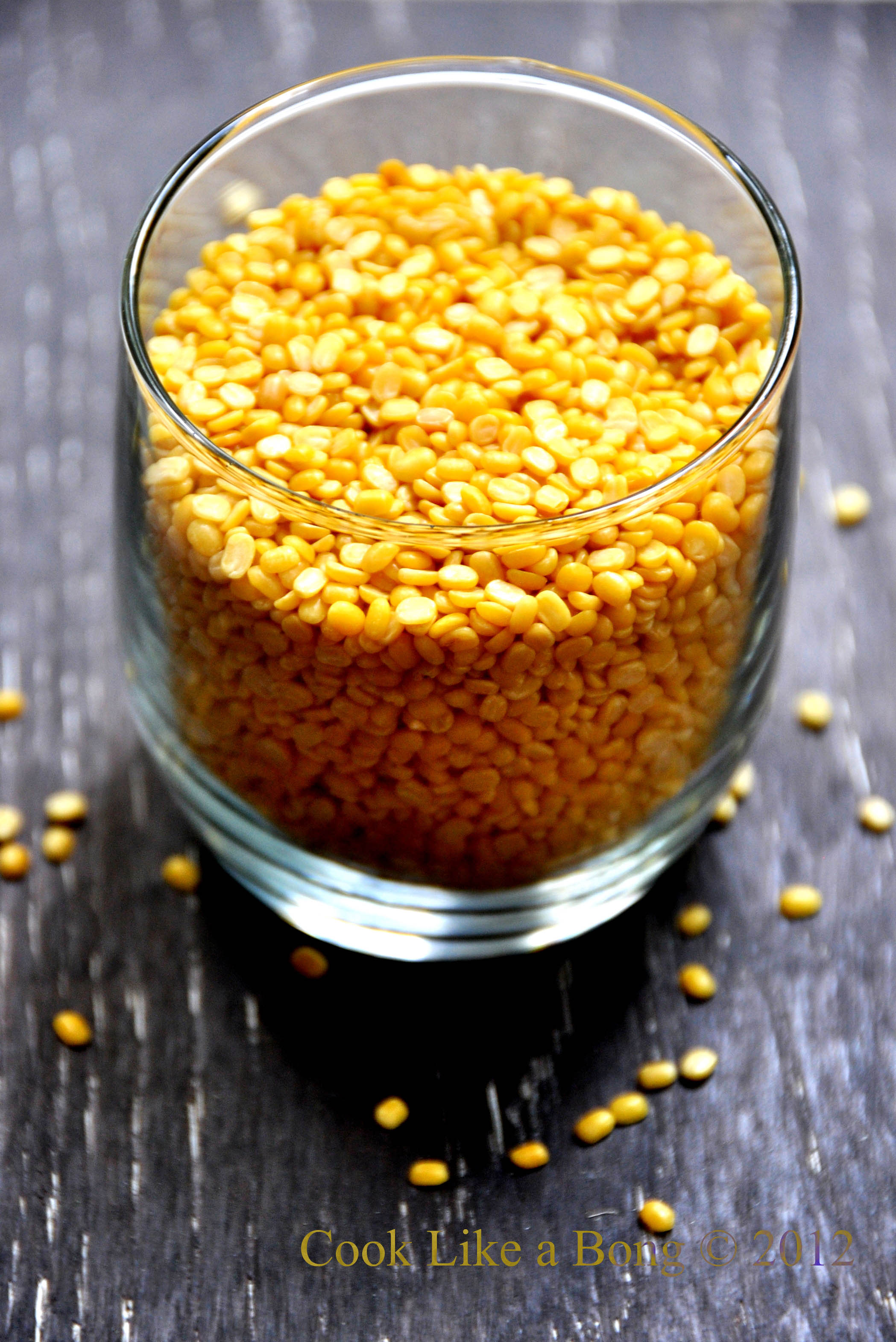
녹두 짜개
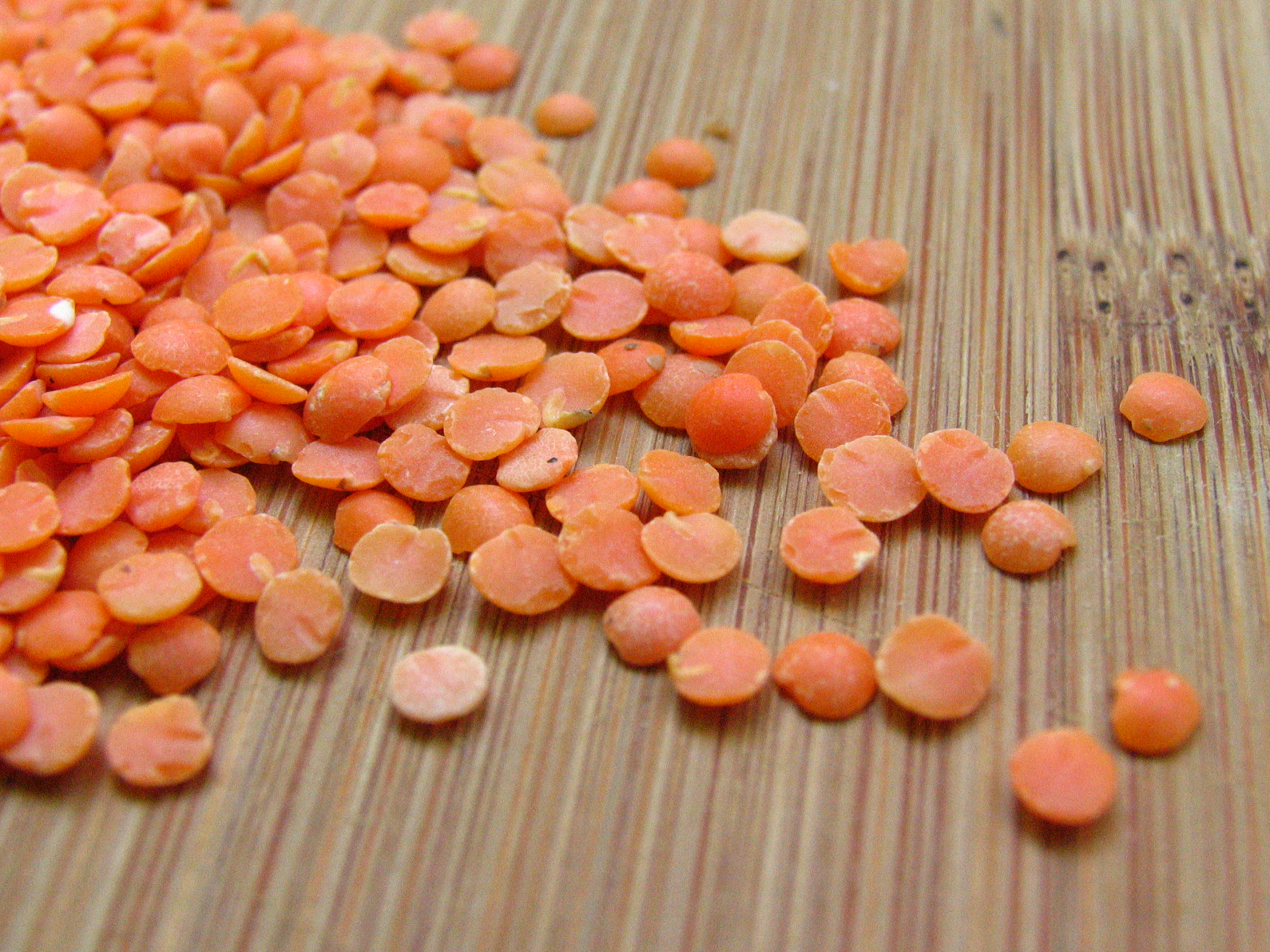
렌즈콩 짜개
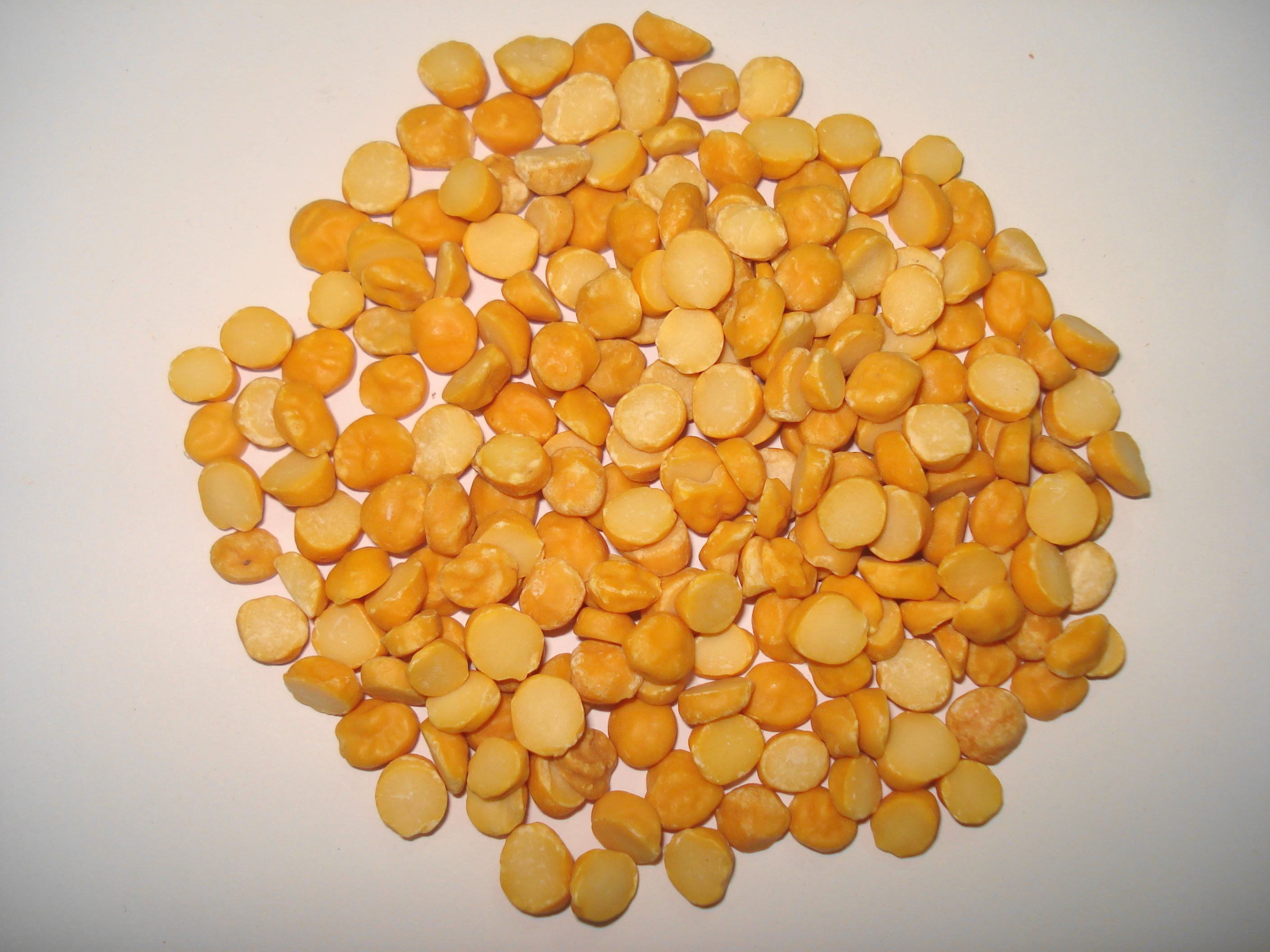
벵골콩 짜개
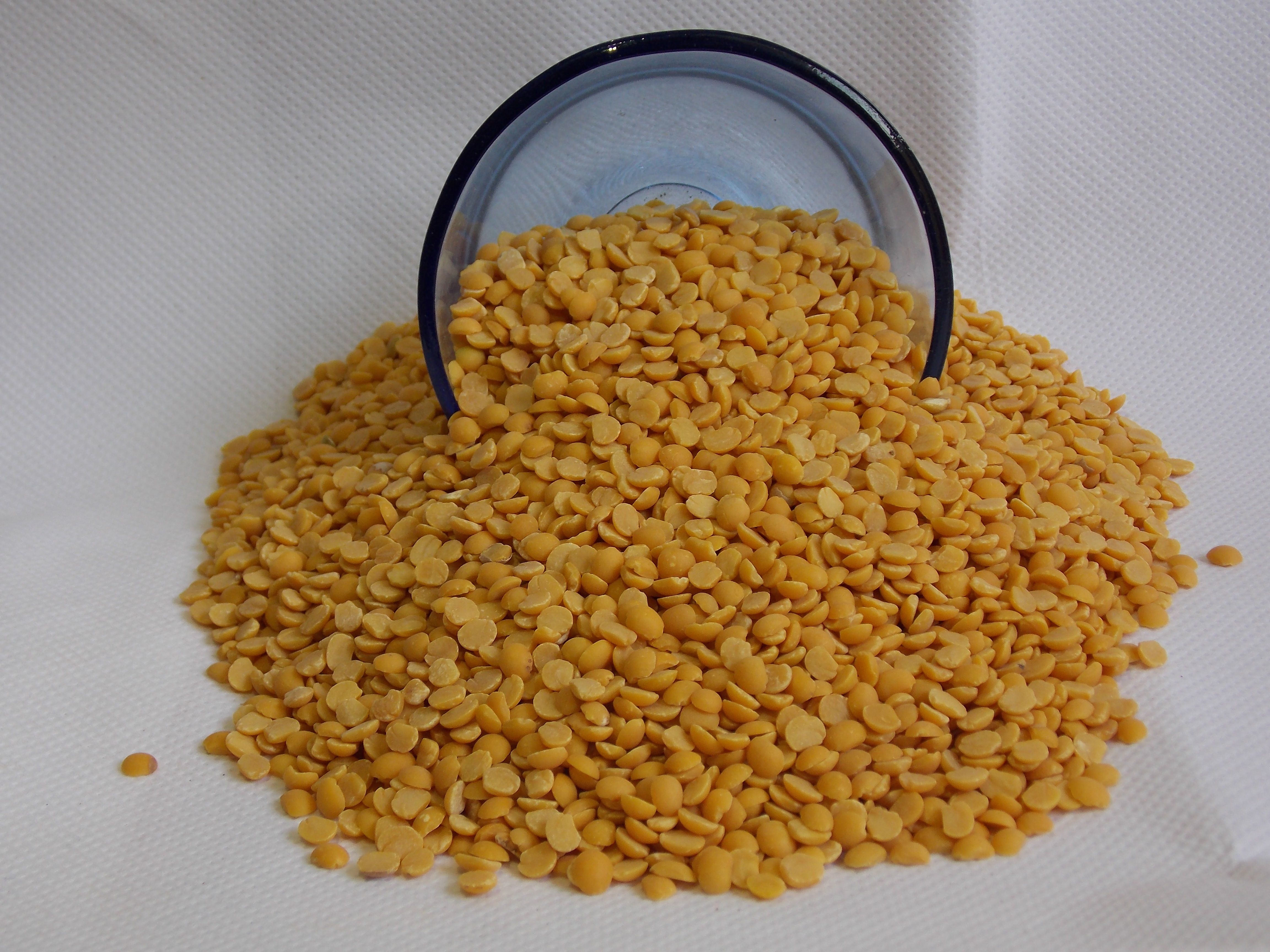
비둘기콩 짜개
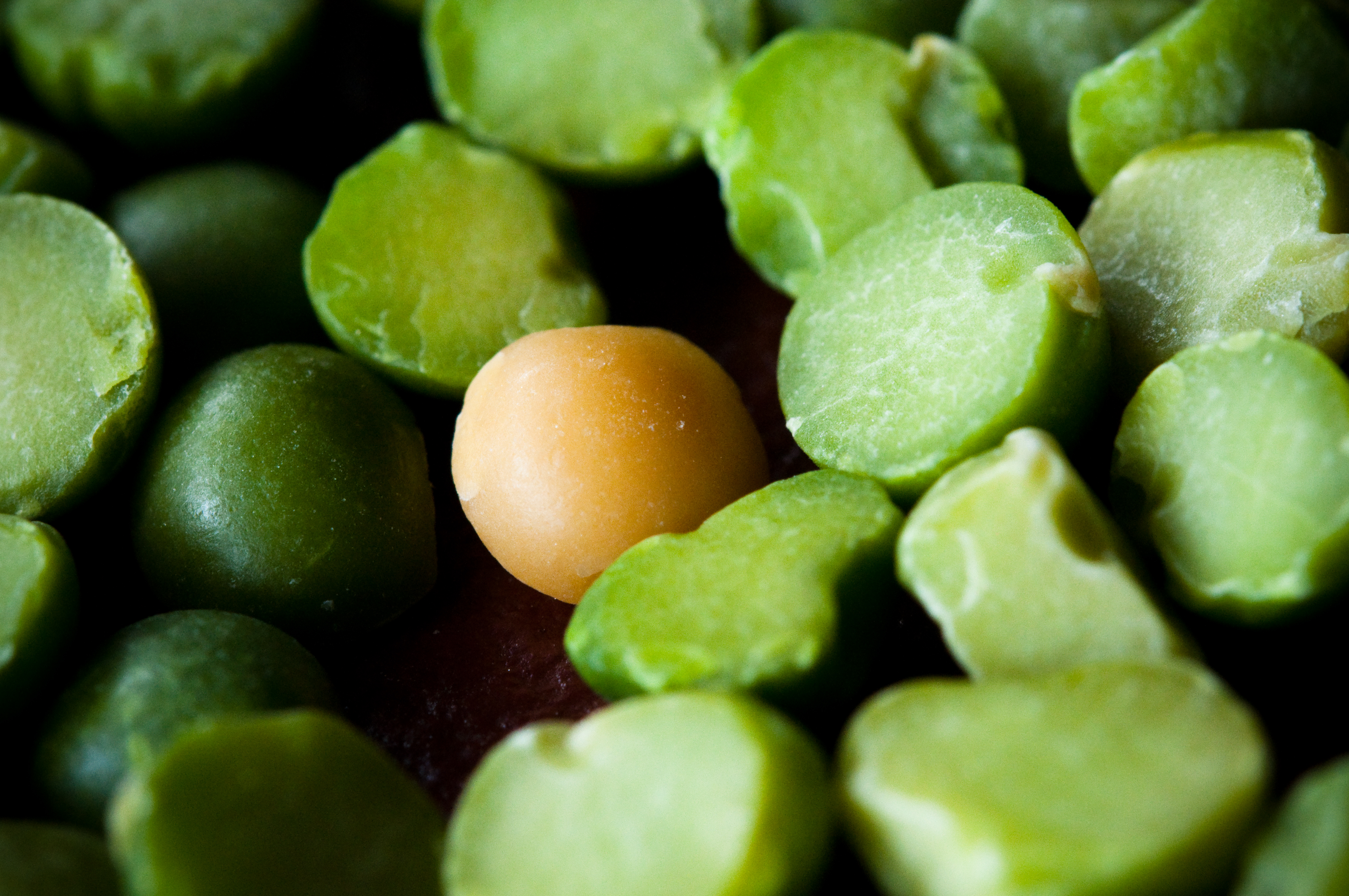
완두 짜개
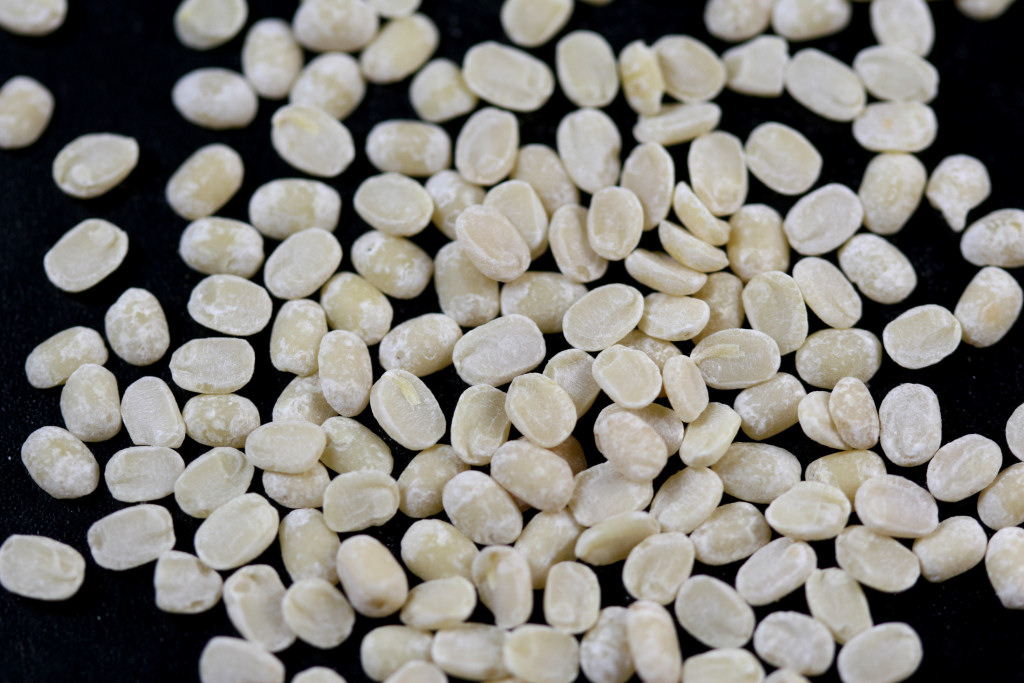
우라드콩 짜개